# Rappestads kyrka
Rappestads kyrka är en kyrkobyggnad i Rappestad, Rappestads socken och Vikingstads församling, Östergötland. Den ligger 1 mil väster om Linköping, 2 kilometer norr om Vikingstad, och tillhör Linköpings stift.

## Kyrkobyggnaden
Rappestads kyrka är belägen på en svag höjd i en liten kyrkby som omges av odlad mark. Kyrkan har ett rektangulärt långhus med rundat korutsprång i öster och torn i väster. Den har ljusa spritputsade fasader med släta omfattningar, rundbågiga fönster och portaler samt ett plåttäckt sadeltak. Tornet har en fyrsidig karnissvängd huv av kopparplåt krönt av en vitmålad trälanternin med rundbågiga fönster. Huven är försedd med tornur.
Kyrkorummet med dess originalinredning har ett mycket välbevarat sengustavianskt formspråk med tunnvalv av trä, ursprungligt trägolv med breda golvplankor och färgsättning i pärlgrått, vitt och guld. Den väl avstämda inredningen är skapad av tidens främsta regionala mästare, såsom Pehr Hörberg, Carl Fredrik Beurling och Pehr och Jonas Fredrik Schiörlin, där framförallt den mäktiga piporgeln från 1815-1816 intar en framträdande plats. Kring kyrkan finns ett gravkapell från 1951, bevarade äldre skolbyggnader och ett f.d. kommunalhus vilka skapar ett sockencentrum med stora kulturhistoriska värden.

## Historik
Den äldsta kända kyrkan var byggd av kalksten, förmodligen vid 1200-talets början. Senare under medeltiden tillbyggdes sakristia i norr och vapenhus i söder och på sydsidan tillkom ett gravkor av okänd ålder. Kyrkan utmärktes av sitt höga västtorn av okänd ålder, försett med en spira byggd av Gabriel Månsson på 1740-talet.
Vid ett åsknedslag 1785 blev kyrkan illa skadad och 1799 beslutade sockenstämman att en ny kyrka skulle byggas direkt norr om den gamla kyrkan vilken skulle rivas. Som byggmästare engagerades Erik Fredberg från Örebro, som vid tiden arbetade med Charlottenborgs slott i Motala. Arkitekten Jacob Wulff vid Överintendentsämbetet har justerat nybyggnadsritningarna vilka troligen är baserade på Fredbergs ritningar med Gammalkils kyrka som förebild. Kyrkan började användas 1802 trots att den enbart var halvfärdig; helt klar blev den först 1807.

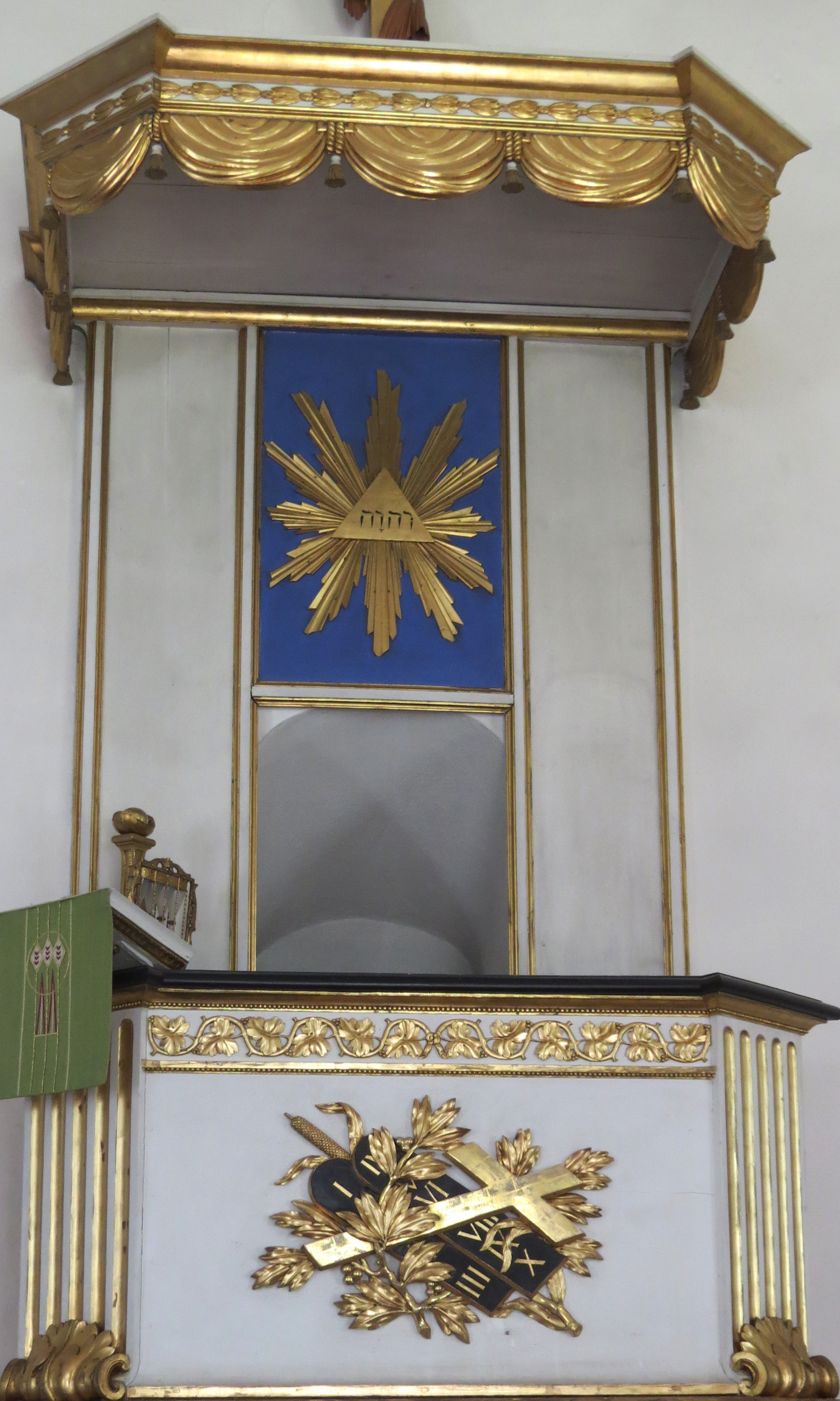
Predikstol från 1802 med tetragrammet i solsymbolen

## Inventarier
- Altartavla Jesus i Getsemane målad av Pehr Hörberg 1802; tyvärr ”bättrad” 1871 av fotografen och skarpskytten S L Rydholm från Linköping.
- Predikstol sannolikt tillverkad av Carl Fredrik Beurling 1802.
- Piporgel av Pehr och Jonas Schiörlin, Linköping. Jonas har ritat fasaden och ornamenten snidades av bildhuggaren Anders Malmström, Västra Ny. Orgeln blev klar 1815.
- Dopfunt av kalksten skänkt av föreningen Vi unga 1960.

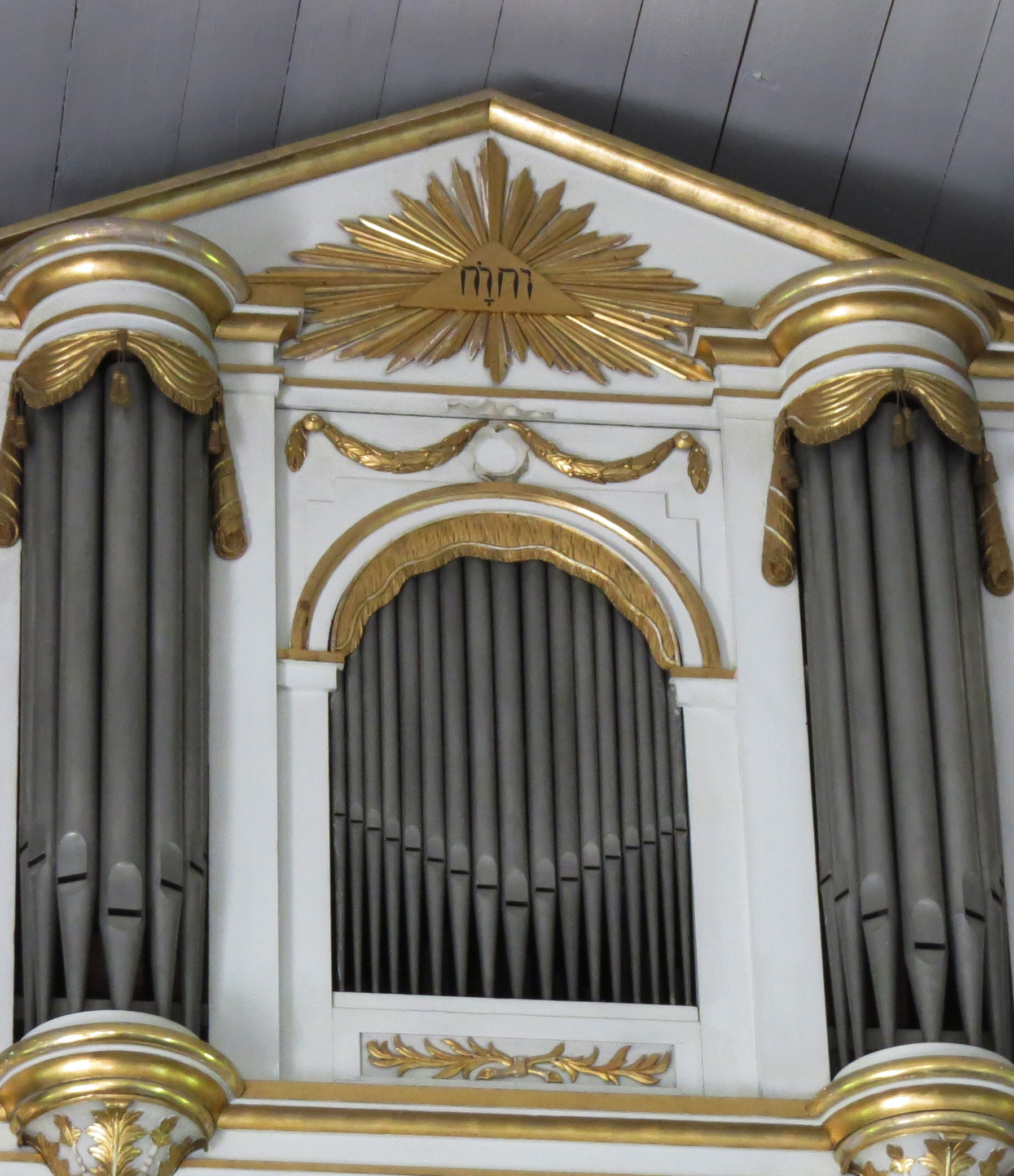
Orgel från 1815

## Orgel
Piporgeln i Rappestads kyrka är den sista som byggdes av den berömde orgelbyggaren Pehr Schiörlin i Linköping, elev och efterträdare till Jonas Wistenius och den mest kände företrädaren för den s.k. linköpingsskolan inom orgelbyggeriet. Pehr Schiörlin avled 1815 och arbetet med Rappestadsorgeln fick slutföras av hans son Jonas Fredric.
Orgeln är till det yttre en av de mest imponerande i någon landsortskyrka från den tiden och fasaden med sina många tureller och pipfält ett exempel på den nyklassicistiska stil som Schiörlin utbildade i sina senare orglar. Orgelns uppställning med huvudverk, öververk och flankerande pedalverk avspeglas klart i fasadarkitekturen.
Kronologi:
- 1812: Kontrakt tecknas med Pehr Schiörlin i maj månad, varefter bygget av läktarorgeln påbörjas.
- 1815: När Per avlider den 23 februari fullföljs orgelbygget av sonen Jonas Fredric och gesällen Carl Rylander, sannolikt under viss medverkan av Israel Lagerfelt, Lagerlunda. Den till större delen ljudande fasaden är ritad av Jonas Fredric och ornamenten härrör från bildhuggaren Anders Malmström, Västra Ny. Manualväderlådorna fullbordas den 31 maj och den färdiga orgeln besiktigas den 30 september av Eric Dahlman, nybliven director musices och domkyrkoorganist i Linköping.
- 1832: Renovering av orgelbyggare Gustaf Andersson, Stockholm, (1797-1872), som bl.a. höjer lufttrycket från ca 77 mm vp till 95 mm vp. Vid den av Eric Dahlman utförda avsyningsförrättningen låter Gustaf Andersson sig representeras av sin gesäll Carl Hanner.
- 1874: Renovering och viss ombyggnad av Sven & Erik Nordström, Flisby, varvid Qvintadena 8' i öververket (utom stora oktaven) byts ut mot Fugara 8'.
- 1908: Ombyggnad av orgelreparatör E. Gustafsson, Bankeberg, Vikingstad. Ett nytt fristående spelbord tillkommer, varvid det ursprungliga slopas och vissa delar av såväl traktur- som registraturmekaniken görs om. Dessutom byggs öververket bakom fasaden in i crescendoskåp.
- 1925: Bälgverket flyttas från tornkammaren till läktaren, där det placeras tätt bakom orgelhuset.
- 1984-1985 renoveras orgeln av Marcussen & Søn, Aabenraa, Danmark, med Carl-Gustaf Lewenhaupt, Västra Eneby, som projektansvarig. Syftet är att återställa orgeln i ursprungligt skick. Spelbordet och registermekaniken rekonstrueras enligt ritningar av Lewenhaupt och bälgverket flyttas tillbaka till tornet. I öververket rekonstrueras Qvintadena 8' som 1874 utbyttes mot Fugara 8'. Pedalklav och -koppel (men inte pedalverket) utsträcks till d¹. Efter justeringar i lufttillförseln, ombyggnad av pedalverket, stämning i engelsk kammarton och temperering enligt Pehr Schiörlins temperatur, får orgeln en fin klang, karakteristisk för Schiörlin, men med mildare prägel än hos hans tidigare verk.
- 1987: På förslag av Carl-Gustaf Lewenhaupt kompletteras det från början underdimensionerade kanalsystemet med dubblerade kanaler. Vidare förses spelbordsmekaniken med kontramuttrar och filtbrickor. Arbetet utförs av C-G Lewenhaupt och orgelbyggare Henrik Lind, Vreta kloster.

Nuvarande disposition:
| Huvudverk I C-f³                       | Öververk II C-f³          | Pedal C-a°, med koppel C-d¹     |
| Principal 16', D (fasad)               | Principal 8', D           | Principal 16'                   |
| Borduna 16', B                         | Gedact 8'                 | Subbas 16'                      |
| Viol di Gamba 16', D                   | Qvintadena 8' (1915/1984) | Gedact Qvinta 12' (eg. 10 2/3') |
| Principal 8', B/D (fasad)              | Principal 4', B/D (fasad) | Principal 8' (fasad)            |
| Flauto Doppio 8'                       | Flach Fleut 4'            | Gedact 8'                       |
| Octava 4'                              | Gemshorn 2'               | Octava 4'                       |
| Spits Fleut 4'                         | Dulcian 8', B             | Basun 16'                       |
| Nasat 3' (eg. 2 2/3')                  | Vox Humana 8', D          | Sperventil                      |
| Octava 2'                              | Sperventil                | DragCoppel (ped. + huvudv.)     |
| Mixtur II oktavkor 1' + 1'             |                           |                                 |
| Mixtur II ters- & kvintkor 4/5' + 2/3' |                           | Signal                          |
| Trompet 8', B/D                        |                           |                                 |
| Sperventil                             |                           |                                 |
| DragCoppel (huvudv. + överv.)          |                           |                                 |

## Gravkapell

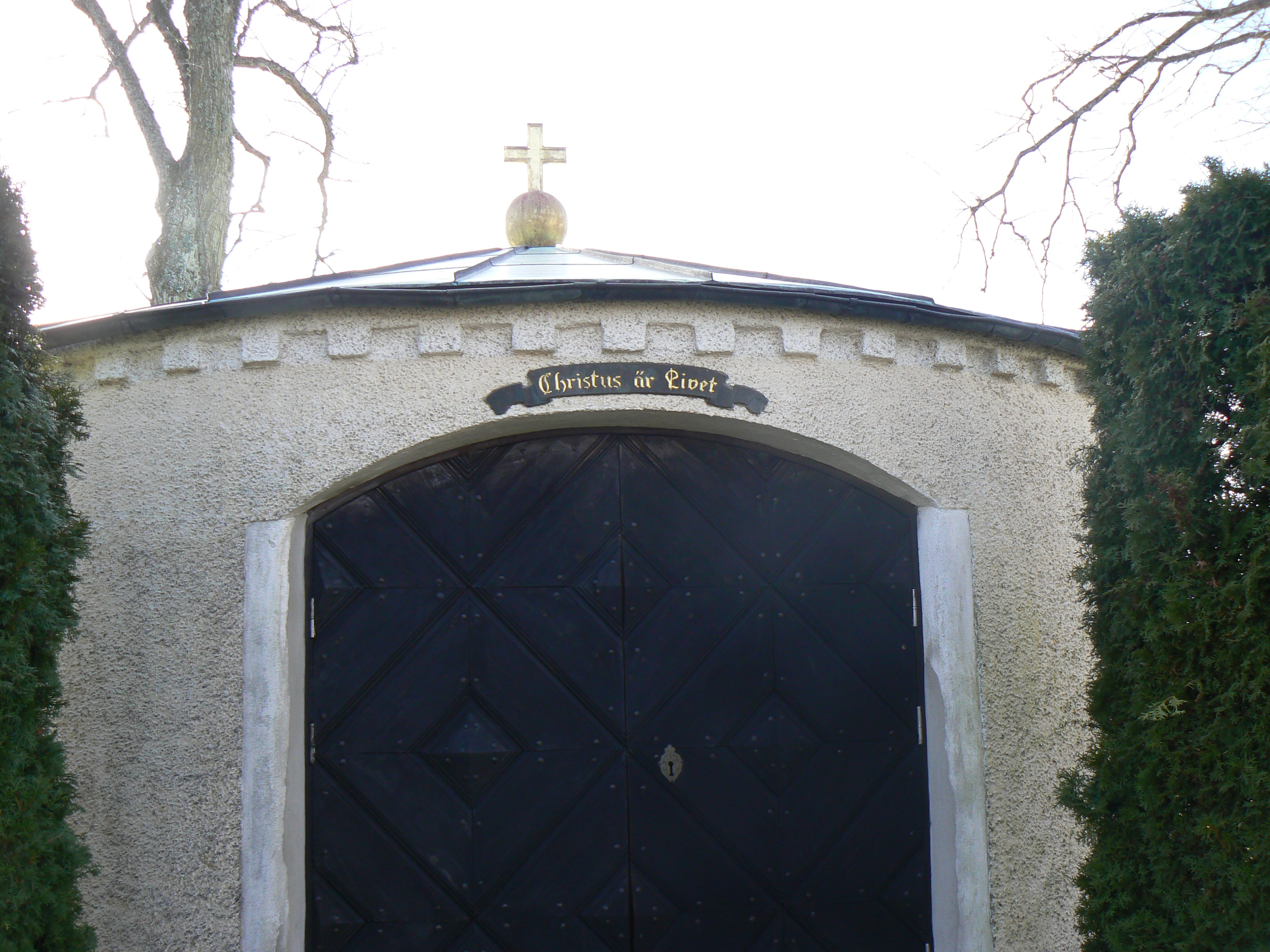
Gravkapellet utanför kyrkan

Direkt sydväst om kyrkogården ligger ett gravkapell bekostat av föreningen ”Hjälpsamhet”, ritad och dekorerad 1951 av ovan nämnde konstnären Johan Winberg. Det är en rund spritputsad tegelbyggnad avfärgad i brutet vitt med ett topptak belagt med falsad kopparplåt. Vid takfoten löper en tandsnittslist och mot söder och norr finns stickbågiga fönster försedda med blyspröjsat antikglas. Ingången finns i öster via en stickbågig panelklädd dubbeldörr. Golvet består av oregelbundet lagda kalkstensplattor och väggarna är dekorerade med målade kannelerade pilastrar och en tandsnittslist mot rosa botten. Taket är bemålat med en blå himmel med ljusa moln. I öster finns ett litet dekormålat träaltare med ett målat kors på väggen.

## Bildgalleri

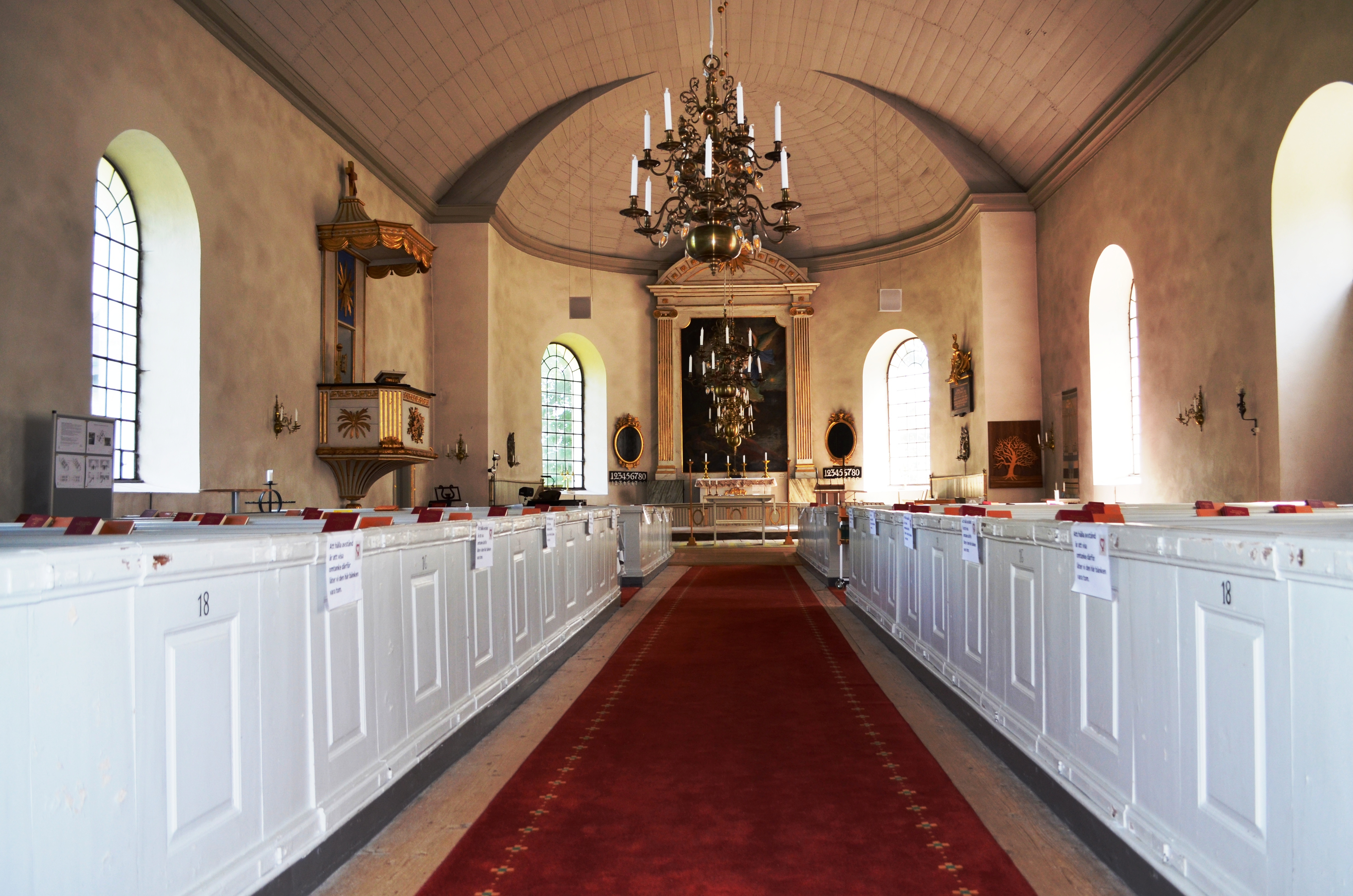
Rappestads kyrkas kyrksal
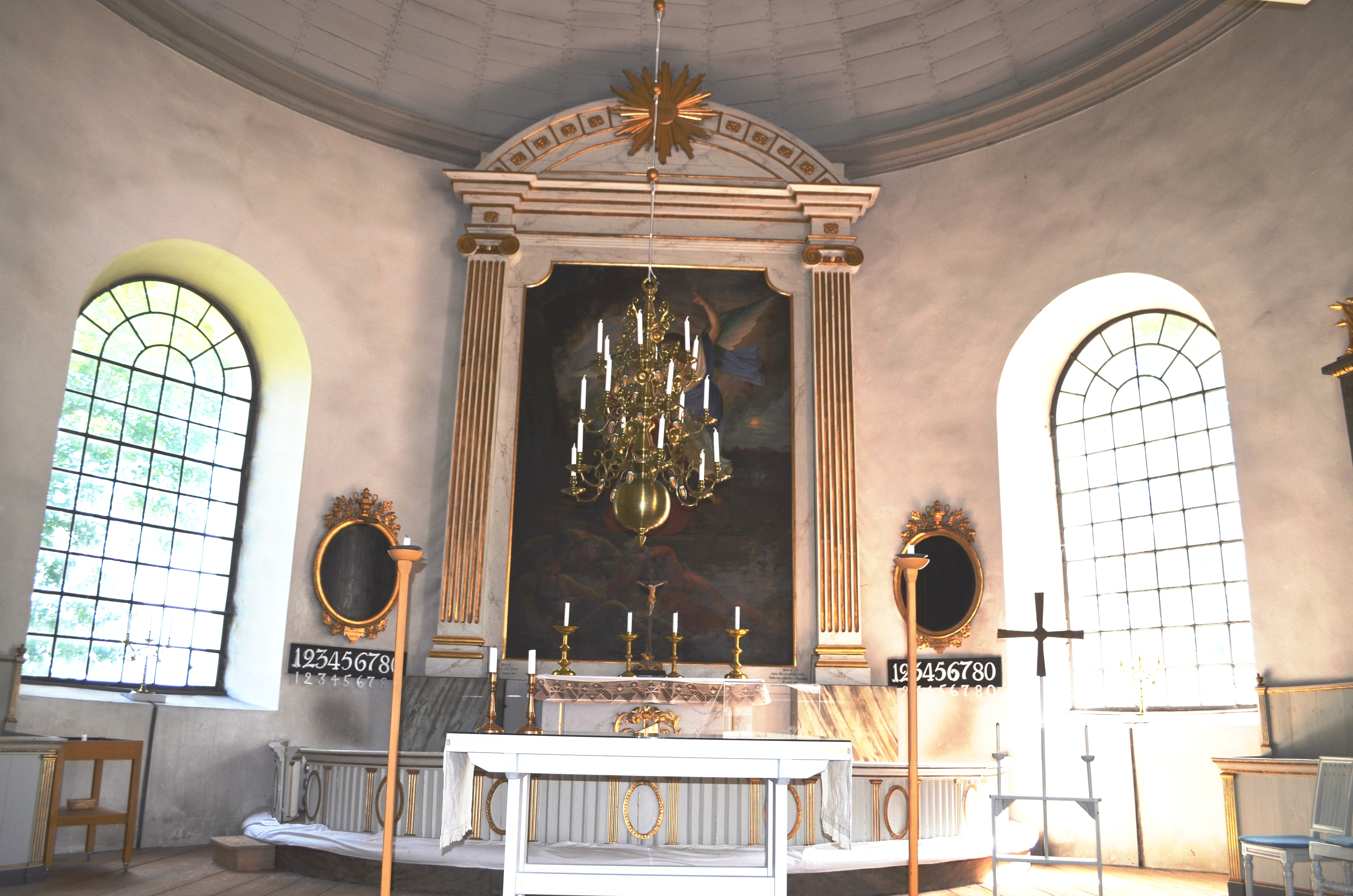
Rappestads kyrkas altare
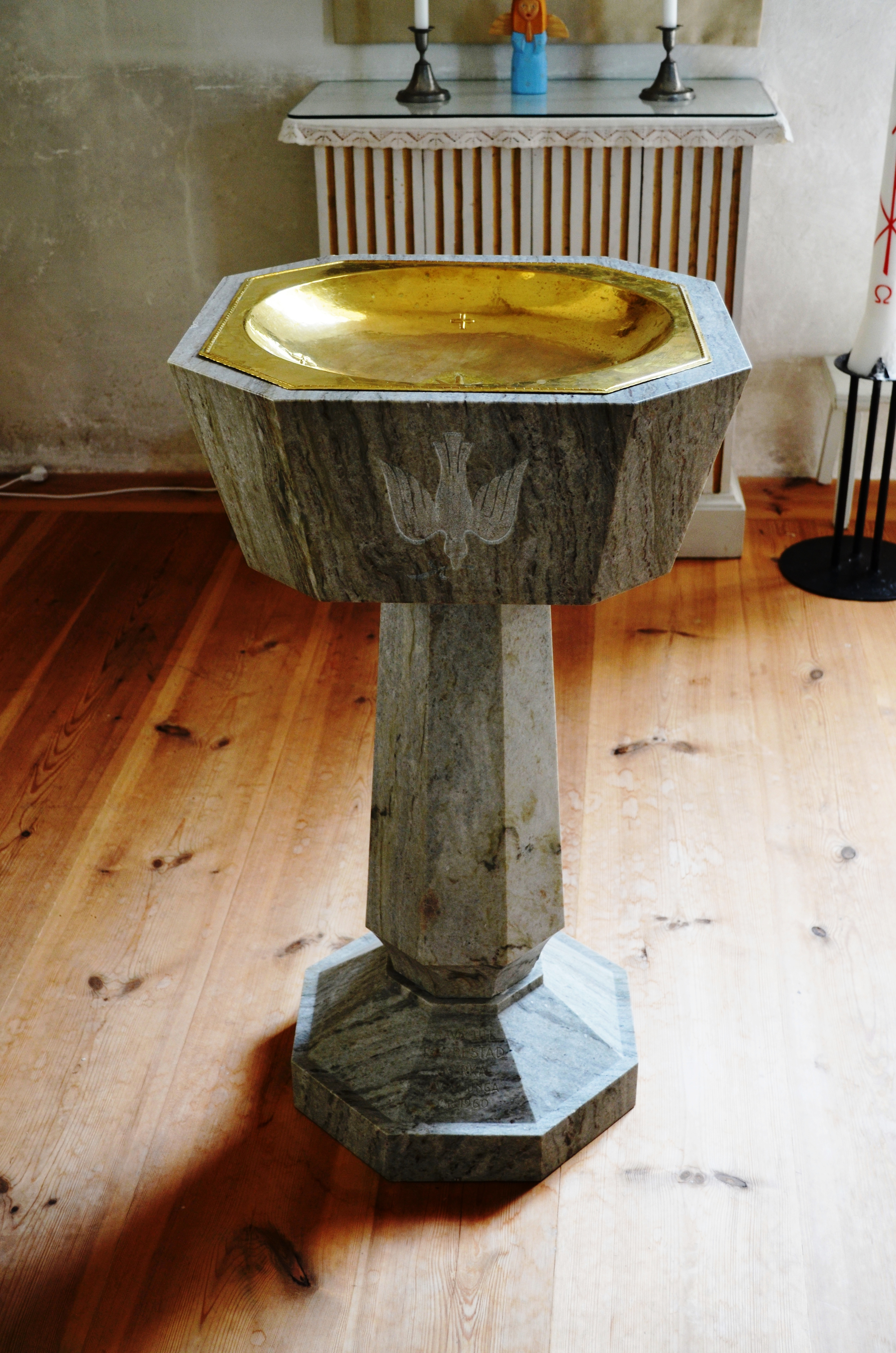
Rappestads kyrkas dopfunt
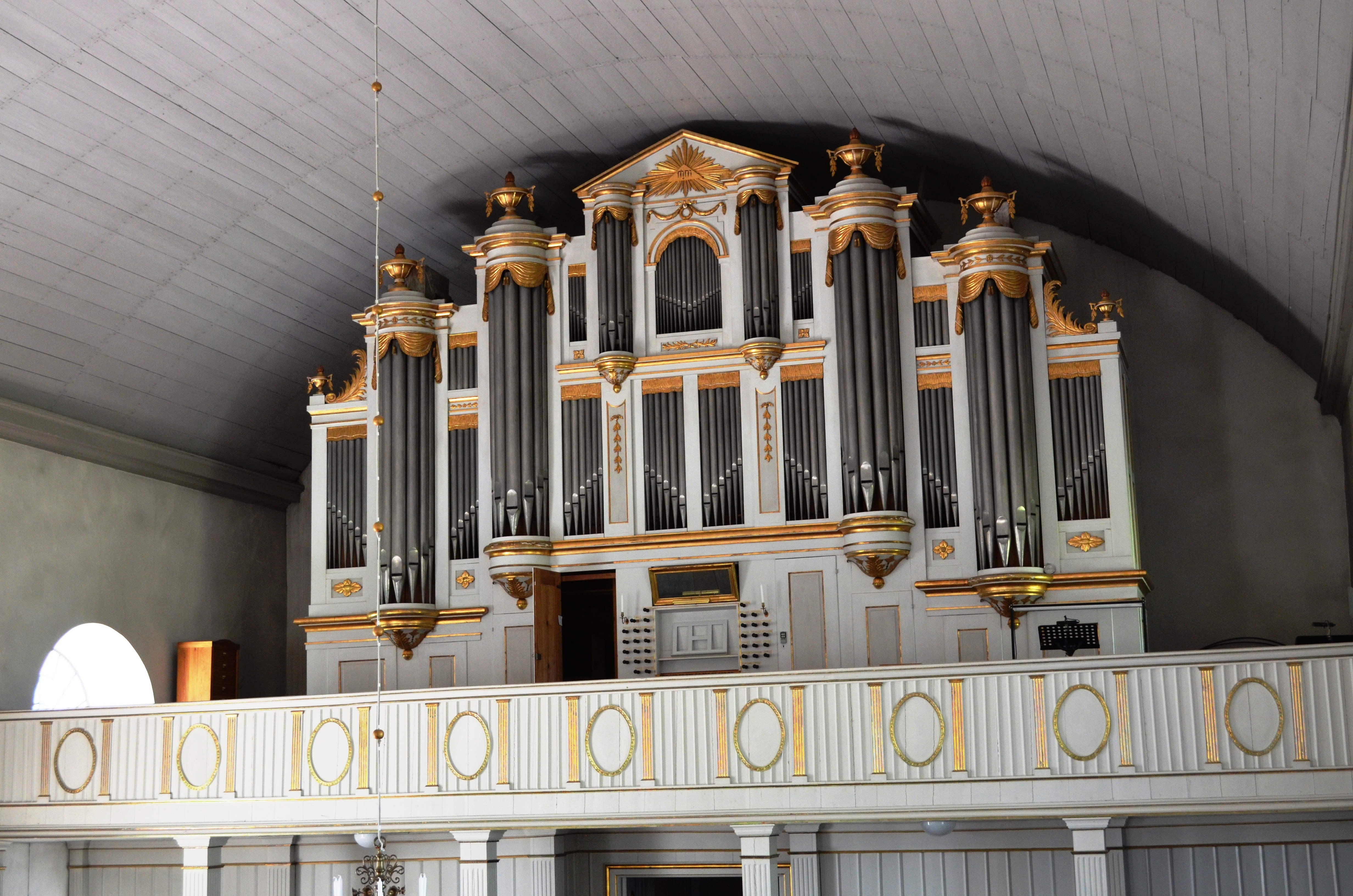
Rappestads kyrkas orgelläktare